# های پرسیشن سیستمز
های پرسیشن سیستمز (روسی: Высокоточные комплексы) شرکت دولتی صنایع جنگ‌افزاری روس است، که در سال ۲۰۰۹ تأسیس شد.